# 340 Eduarda
340 Eduarda eller 1892 H är en asteroid i huvudbältet, som upptäcktes den 25 september 1892 av den tyske astronomen Max Wolf. Den har fått sitt namn efter den tyske amatörastronomen Heinrich Eduard von Lade.
Asteroiden har en diameter på ungefär 28 kilometer.